# Trachyrhachys
Trachyrhachys es un género de saltamontes de la subfamilia Oedipodinae, familia Acrididae, y está asignado a la tribu Psinidiini. Este género se distribuye en Estados Unidos y México.

## Especies
Las siguientes especies pertenecen al género Trachyrhachys:
- Trachyrhachys aspera Scudder, 1876
- Trachyrhachys coronata Scudder, 1876
- Trachyrhachys funeralis Strohecker, 1945
- Trachyrhachys kiowa (Thomas, 1872)